# رشيق النسيمي
رشيق النسيمي كان حاكمًا تابعًا في طرسوس للأمير الحمداني سيف الدولة من 962 حتى استسلام المدينة للإمبراطور البيزنطي نقفور الثاني عام 965. ثم استولى على أنطاكية، وشن هجومًا فاشلًا على عاصمة الحمدانيين حلب في أوائل عام 966. استولى في الهجوم على المدينة السفلى وحاصر القلعة لأكثر من ثلاثة أشهر، ولكنه قُتل وهرب رجاله عائدين إلى أنطاكية.

## حياته
ذُكِر رشيق لأول مرة في أواخر عام 961، بوصفه قائدًا لجيش طرسوسي أُرسِل لمواجهة غزو البيزنطيين تحت قيادة نقفور الثاني، إذ كانوا يحاصرون عين زربة. حاول رشيق كسر الحصار، لكنه هُزم بخسارة فادحة: وفقًا ليحيى الأنطاكي: «قُتِل 5000 طرسوسي وأُسِر 4000، وتمكن رشيق من الفرار بأعجوبة». نتيجةً لذلك استسلمت عين زربة في كانون الأول 961 - كانون الثاني 962. واجَه والي طرسوس ابن الزيات - الذي حاول الانفصال عن الدولة الحمدانية - البيزنطيين لكنه هُزِم أيضًا. عاد الطرسوسيون مرةً أخرى إلى سيف الدولة طلبًا للحماية من البيزنطيين. إثر انتحار ابن الزيات، عيَّن سيف الدولة رشيق خلفًا له.
في عام 963، قاد رشيق غارة صيفية على الأراضي البيزنطية، وأسر القائد البيزنطي هرقلة (الذي سُميَت مدينة هرقلة تيمنًا به). ومع ذلك، لم تكن مثل هذه الأعمال الفذة قادرة على تغيير مد الصراع. فبعد نهب منزل سيف الدولة في حلب، في كانون الأول 962، كان البيزنطيون - تحت قيادة نقفور الثاني، الذي أصبح إمبراطورًا في عام 963 - يسيطرون بقوة، في حين أن الحاكم الحمداني اهتزت هيبته بشدة بسبب نهب عاصمة دولته، التي أضعفتها الثورات الداخلية. بعد أن قلل بالفعل من القوة العسكرية لطرسوس من خلال انتصاراته السابقة، سمح إزالة التهديد الحمداني لنقفور الثاني بالتركيز على غزو قيليقية: فسقطت أضنة في عام 963، وتعرضت المصيصة للهجوم في 964 إلا أنها صمدَت، وأغار البيزنطيون على نطاق واسع في جميع أنحاء المنطقة. سيطر الأسطول البيزنطي على قبرص في أوائل عام 965، وفي الصيف، حرك نقفور الثاني جيشه مرة أخرى ضد المصيصة التي استسلمت أخيرًا في 13 تموز. وكانت طرسوس هي الهدف التالي، وبعد حصار قصير استسلمت مدينة طرسوس في 16 آب.
فر رشيق إلى أنطاكية، حيث تمكن من استغلال فراغ السلطة ليصبح حاكمًا، ثم وبشكل مفاجئ شن هجومًا على حلب، رغم اختلاف المصادر حول مجرى الأحداث والأسباب بالضبط. وفقًا لسيرة البطريرك خرسطفورس الأنطاكي، فقد طمع بالمال من نقفور لقاء تسليمه لرهائنه، في ظل دعم جماهيري. أقدم رشيق إلى الإطاحة بمسؤول الضرائب الحمداني الحسن بن الأحوازي، ومحافظ سيف الدولة المعين أبو ثمال فتح اليمكي. من ناحية أخرى ، يذكر ابن شداد أن ابن الأحوازي هو من حرض رشيق على التمرد، إلا أن رشيق لعب لعبة مزدوجةً، واعدًا كُلَّا من سيف الدولة ونقفور الثاني. قَبِل سيف الدولة عرضه بمبلغ سنوي قدره 600000 درهم فيبقى حاكمًا للحمدانيين هناك، ولكن مستشهدًا بقرب التهديد البيزنطي عزل رشيق المحافظ أبو ثامل، واستولى على المدينة (تشرين الأول 965) وعرض الأموال التي وعد بها سيف الدولة إلى الإمبراطور البيزنطي بدلًا من ذلك. تتفق جميع المصادر على أن انقلاب رشيق أعقبته معاهدة بين الأنطاكيين ونقفور، والتي ألزمَتهم بدفع جزية سنوية. ثم شن رشيق (في 31 كانون الثاني 966 طبقًا لابن شداد) هجومًا على حلب. خاضت قواته والموالون الحمدانيون بقيادة قرغويه معارك كثيرة، لكن رشيق نجح في الاستيلاء على المدينة السفلى وحاصر القلعة لمدة ثلاثة أشهر وعشرة أيام، حتى قُتل في مناوشة وهرب رجاله عائدين باتجاه أنطاكية.